# Fantastic Television
Fantastic Television Limited (chinesisch 奇妙電視有限公司 / 奇妙电视有限公司, Pinyin Qímiào Diànshì Yǒuxiàn Gōngsī, Jyutping Kei4miu6 Din6si6 Jau5haan6 Gung1si1) ist ein kommerzielles frei empfangbares Fernsehunternehmen in Hongkong. Es gehört zu den drei frei empfangbaren terrestrischen Fernsehunternehmen Hongkongs. Nach der Übernahme von i-Cable Communications gehört der Fernsehsender Forever Top. Seit 2018 wird das Programm auch über das Kabelfernsehnetz des Mutterkonzerns i-CABLE Communications Limited bzw. über Breitband-Internetzugang via Internet als Over-the-top content gesendet. Das Medienunternehmen Fantastic Television strahlt zwei Programme aus. (Stand Dez. 2020)

## Programme
- Hong Kong Open TV (香港開電視, channel 77), früher Fantastic TV Chinese Channel als chinesischsprachiges (kantonesisches) Programm.
- Hong Kong International Business Channel (香港國際財經台, channel 76) als englischsprachiges Programm mit chinesischsprachige (hochchinesische und kantonesische) Programmkomponenten